# Déiphobe (fils d'Hippolyte)
Pour les articles homonymes, voir Déiphobe (homonymie).
Déiphobe fils d'Hippolyte est mentionné par le Pseudo-Apollodore et par Diodore de Sicile comme ayant purifié Héraclès du meurtre d'Iphitos à Amyclées. 
Cette purification fut d'ailleurs inutile car elle ne guérit pas la maladie qu'Héraclès avait contractée en punition de ce meurtre, et il dut aller à Delphes consulter l'oracle.